# 葉隠入門
『葉隠入門』（はがくれにゅうもん）は、三島由紀夫の評論・随筆。副題は「武士道は生きてゐる」。三島が戦中から折に触れて感銘して読んでいた『葉隠』の魅力をガイドした評論である。三島自身の人生論、道徳観、死生観、文学的思想的自伝としても、種々な読み方のできる書でもある。
1967年（昭和42年）9月1日に光文社（カッパ・ビブリア）より、「日本人の知恵＝2」として編まれ刊行された。新潮文庫で文庫再刊されている。
翻訳版は1977年、1983年のKathryn Sparling訳（英題：On Hagakure, The way of the samurai）を始め、イタリア（伊題：La via del samurai, Lezioni spirituali per giovani Samurai）、フランス（仏題：La Japon moderne et l’ éthique samourai: la voie du Hagakure）、ドイツ（独題：Zu einer ethic der tat）などヨーロッパ各国で行われている。

## 作品背景
『葉隠入門』に先んじて1955年（昭和30年）11月に発表した日記形式の評論『小説家の休暇』の8月3日の項において三島は、『葉隠』について以下のように触れているが、『葉隠入門』はそれをより具体的に論じた書である。

## 内容・あらまし
プロローグ「葉隠」とわたし
三島が少年期から20年以上もの間、手元に置き、ことあるごとに読み返していた愛読書は、山本常朝の『葉隠』ただ一冊であった。『葉隠』の「武士道といふは、死ぬ事と見付けたり」という一句に代表される死の概念や、自由と情熱の言霊の数々は、三島に、「文武両道」の生涯を決心させた。三島は、『葉隠』そのままの行き方を実践する一方、『葉隠』が否定する「芸道」（芸術、文学）を生業としていたため、常に大きな葛藤を抱えていた。プロローグでは、三島の人生に永遠の活力源と相克をもたらした、禁断の書・『葉隠』への三島の心酔ぶりが語られている。
一　現代に生きる「葉隠」
現代は『葉隠』が描く世界とは正反対の時代であり、『葉隠』が侮蔑する芸能人の時代、人間が歯車となった時代である。また、経済的繁栄により、青年が、「生への衝動」を満足させることができるようになった時代なのである。しかし、これは、現代の若者から、「死への衝動」が消滅したことを意味しない。たとえば、恋愛についても、『葉隠』の恋愛は一生打ち明けない「忍恋（しのぶこい）」が理想とされるが、現代の恋愛は、すぐに発散されて死んでしまうために、現代の若者は、「恋愛不感症と情熱の死」の矛盾で苦しんでいる。
ところが、現代においても、青年の中に抑圧された「死への衝動」が、ふとしたきっかけで表面化することもある。安保闘争は、青年が、生と死の相反する衝動を同時に満たすための行動であった。つまり「死」の問題は、『葉隠』の時代も、戦乱の時代も、現代においても常に存在しており、『葉隠』の言う「死」が特別ではないのである。三島はそれを敷衍し、こう説明している。
二 「葉隠」四十八の精髄
三島は、『葉隠』を「行動哲学」「恋愛哲学」「生きた哲学」として、三つの側面を持つ哲学書であると捉えている。あくまで主体的かつ、自己を超えるものへ行動の基準を置く『葉隠』の「行動哲学」とは、「一定の条件下に置かれた人間の行動の精髄の根拠をどこに求めるか」ということに尽き、「政治的な理念」に基づくものではない。「恋愛哲学」とは、「エロース（愛、恋）とアガペー（神への愛）を峻別しない」日本人本来の、「恋」と「忠」（献身）が同義となる観念で、「人間の恋のもつとも真実で、もつとも激しいものが、そのまま主君に対する忠義に転化される」というものである。「生きた哲学」とは、「夢の間」である時の流れを「毎日毎日これが最後と思つて生きていくうちには、何ものかが蓄積されて」、自らが役に立つときが来るという根本理念である。その他この項目では、各論として48の側面から、三島による『葉隠』の精髄が語られている。
三 「葉隠」の読み方
『葉隠』はかつて、戦争中に戦地に赴く若者に推奨されていた。しかし現在において『葉隠』が読まれる理由は、戦時中とは逆の事情であり、生活とかけ離れてしまった「死」を読むためである。日本人はかつて日常生活と表裏一体のものとして「死」を意識してきたが、西洋人が死に抱く「死神」の恐ろしさはなく、「死」を現世に流れる自然の「せせらぎ」のように清々しく捉え、それは日本人の芸術の源泉でもあった。そのため、西洋からあらゆる「生の哲学」を学んでも、我々日本人には、それに真から馴染むことはなかったである。
『葉隠』の「死」の明澄さは不思議にも、「非人間的」、「犬死」だと批判されている神風特攻隊とも重なり、その彼らの苦悩を超えた「死」の決意の姿は、「日本の一つながりの伝統」の中に置くとき、『葉隠』の「明快な行動と死の理想」に極めて近いものになっている。人智をはるかに超えた世界の中で、人間は最終的には「死」を完全に自分で選ぶことも、強いられることもできない。原爆死のような「圧倒的な強いられた死」も、各々一人一人の大切な人生にとっては運命の死であった。自殺でさえ、そこには「宿命の因子」があり、自然死と見える病死も、そこに至るまでには自殺に似た要素が見られることもある。
「図に当らぬは犬死などといふ事は、上方風の打ち上りなる武士道なるべし。二つ二つの場にて、図に当ることのわかることは、及ばざることなり。」—山本常朝「葉隠」
賢しらな人間は、自分で「死」を選びとれると蒙昧し、また、「正しい目的のための死」があると思い込んでいるが、変幻流転する歴史においては、その「正しさ」も時の流れで逆転しうる性質のものである。『葉隠』は、そのような「煩瑣な」判断からの「死」の選択や正否に言及しているのではない。『葉隠』の「死」は、人が死に直面する時の「人間の精神の最高の緊張の姿」として描き出しているのである。三島は以上を踏まえてこうまとめている。

## 作品評価・研究
『葉隠入門』は、三島の美意識や思念を知る上で重要な随筆の一つであるが、同時代評でも「三島文学入門」の書であると林房雄が評し、村上兵衛も、三島らしい見解が表れているとみなしている。山本太郎は、「死と凝視」「生の尊厳」が書かれていると解説している。
この昭和40年代当時は左翼勢力が隆盛の時代であったが、それに対抗する三島を中心とする保守的思想に共鳴する友人や仲間が、同じ方向に目を向けていった時期でもあった。この頃三島と仲がよかった石原慎太郎も三島の姿勢に同調し、三島がいつも「手放ずにいる佩刀」が『葉隠』である、という一文を寄せている。
野口武彦は、三島が『葉隠入門』の中で〈このいはゆる戦後文学の時代は、わたしに何らの思想的共感も、文学的共感も与へなかつた。ただ、わたしと違つた思想的経歴を持ち、わたしと違つた文学的感受性を持つ人がちの、エネルギーとバイタリティーだけが、嵐のやうにわたしのそばを擦過していつた〉と述べていることに着目し、「（三島が）その時代を否定するために作家として時代と関係した」と考察しながら、その唯美主義的あるいは反語、逆説的な作品世界で現実と対峙した三島が、「自己の異端者的な〈エステティック〉に固執することで時代を否定し、その否定において〈連続性〉と〈論理的一貫性〉（すなわちモラル・アイデンティティ）とを堅持した」とし、三島を「勇敢な〈否定的なものの形而上学的騎士〉だった」と、キルケゴールの表現を用いて解説している。
山本常朝の『葉隠』を、「戦国戦士の死にぞこないが、天平な世にその失われたユートピアへの哀切な憧憬を託した倫理書」だとする橋川文三は、三島が剣道五段を取得し、〈剣道七段の実力〉を目指す姿勢に、『葉隠』で説かれる作法と「三島のダンディズム」の共通性を見て、「様式化された倫理への哀切なあこがれを示すもの」とし、三島がアンケートで「あなたが欲しいもの三つ？」と問われ、〈もう一つの目、もう一つの心、もう一つの命〉と答えたことの背後に暗示される「ロマン的な変身への熱情、世界崩壊へのいたましい傾倒」を、「『葉隠』の倫理と相補関係をなすもの」だと、1964年（昭和39年）時点で考察している。
そして橋川は、三島が『林房雄論』（1963年）において示した「歴史との対決」の姿勢が、「晩年の芥川龍之介に似た場所」あるいは「明治終焉期の森鷗外」の境遇に通じるものかは予測できないとしながら、それはむしろ『葉隠』の中の「一種透徹した恐怖感」を湛えている一節を引いた方がいいとし、〈道すがら考ふれば、何とよくからくつた人形ではなきや。糸をつけてもなきに、歩いたり、飛んだり、はねたり、言語迄も云ふは上手の細工なり。来年の盆には客にぞなるべき。さてもあだな世界かな。忘れてばかり居るぞと〉という現世の幻を説いている部分との共通性を見出している。
田中美代子は『葉隠入門』を、三島が「現代社会の病根を深く洞察、診断し、身をもってその打開に心を砕いた、体験的、臨床的な処方箋」、「万人にとって最後の現実である『死』を凝視」した書物だとし、その現代文化の特徴を、「従来まで人々を人生に向かって鼓舞していた様々な幻想が（どんな理想も規範もイデオロギーも）ことごとく潰え去ったこと」、「かつてモラルの基礎を形成していた絶対の観念が失われ、人間はすべての意匠を剥ぎとられた等身大の、赤裸かの、即物的自然的な生命に直面することを強いられている」ことだと説明しながら、そのことが「現代社会を侵している救いがたいニヒリズム」の原因であり、「人生いかに生くべきか、というかつての求道的倫理的な問題」の代わりに、「日進月歩する科学的な生活改良や健康法や姑息な処世の技術」といった「瑣末な日常生活への関心」ばかりになってしまった現代は、「博学多識と、細分化された『ハウツウもの』の全盛時代」だと田中は三島の言わんとすることを敷衍しながら考察している。
さらに田中は三島が、「われわれは西洋から、あらゆる生の哲学を学んだ」と言ったことを受け、実際のわれわれの「生活自体への関心」は結局、「利殖と保身と享楽の追求」に終わり、「与えられた『生の哲学』によって十全に人間性の自然を解放し、富益を求め、奢侈と飽食と放埓に身をゆだねたのちに、やがて等しく老衰と死にきわまる運命にさだめられて」、「生とはついに死に到る不治の病だとすれば、病んでいるのは『生の哲学』そのものだ」と言えなくもないと考察しつつ、「民族、国家、社会」などの一つの「共同体」が、他文化の侵蝕を受けた場合に、「人々の生活の支柱をなしていた掟や慣習がすたれ、道徳的精神的に荒廃して、その共同体は徐々に崩壊、解体してゆく」という現実を考慮すれ、人がそれぞれの、「生の充実」にいかに励んでも、「生それ自身の自壊作用をくいとめる手立てがありえない」とし、そういった近代の合理主義的人文主義偏重の危機を『葉隠入門』の中で示唆していた三島は、「敗戦後の日本人の魂の危機と『生の哲学』の行きつく果てを、いち早く予言した」と解説している。

## おもな刊行本
- 『葉隠入門―武士道は生きてゐる』（光文社・カッパ・ビブリア、1967年9月1日） NCID BN04711786
  - カバー装幀：粟津潔。紙装。289頁。カバー（表）・本扉には副題のような体裁で「武士道は生きてゐる」とある。
  - 口絵写真4頁7葉（山本常朝墓碑ほか）。本文、中扉にイラスト39葉（横尾忠則）。
  - 見返し（表）に「『葉隠』遺跡地図」（村上豊）。見返し（裏）に「『葉隠』参考年表」。
  - カバー袖に著者肖像写真、略歴、および三島の「わたしのただ一冊の本『葉隠』」と、石原慎太郎の「三島由紀夫氏のこと」記載。
  - 収録作品：「プロローグ――『葉隠』とわたし」「I わたしの『葉隠』」（「一 現代に生きる『葉隠』」「二 『葉隠』四十八の精髄」「三 『葉隠』の読み方」）、付録「II 『葉隠』名言抄」〈訳：笠原伸夫〉（夜陰の閑談〈序章〉、聞書第一、聞書第二、聞書第三～第十一）
- 文庫版『葉隠入門』（新潮文庫、1983年4月25日、新装改版2010年3月）
  - カバー装幀：村上善男。付録・解説：田中美代子
  - 収録作品：単行本と同一内容。
- 新装復刻版『葉隠入門―武士道は生きている』（光文社・カッパハードカバーシリーズ 名著愛蔵、1995年10月30日）
  - カバー装幀：長友啓典＋K2。本文、中扉に横尾忠則のイラスト39葉。帯（表）に「アンコール復刊／カッパ・ブックス／名著愛蔵」とあり。
- 英文版『葉隠入門――The Samurai Ethic and Modern Japan』（訳：Kathryn Sparling）（Souvenir Press Ltd、1977年10月13日。チャールズイータトル出版、1978年。他）

### 全集収録
- 『三島由紀夫全集33巻（評論IX）』（新潮社、1976年1月25日）
  - 装幀：杉山寧。四六判。背革紙継ぎ装。貼函。旧字・旧仮名遣い。
  - 月報：安部公房「反時代的な、あまりに反時代的な…」。《評伝・三島由紀夫33》佐伯彰一「三島由紀夫以前（その9）」。《三島由紀夫論8》田中美代子「失楽園者の楽園」。
  - 収録作品：昭和42年4月から昭和44年1月の評論101篇。
  - ※ 同一内容で豪華限定版（装幀：杉山寧。総革装。天金。緑革貼函。段ボール夫婦外函。A5変型版。本文2色刷）が1,000部あり。
- 『決定版 三島由紀夫全集34巻・評論9』（新潮社、2003年9月10日）
  - 装幀：新潮社装幀室。装画：柄澤齊。四六判。貼函。布クロス装。丸背。箔押し2色。旧仮名遣い。
  - 月報：川瀬賢三「『天と海』レコード化のころ」。増田元臣「美しい人間の本性」。［思想の航海術9］田中美代子「形体の力」
  - 収録作品：［評論］昭和41年3月から昭和43年5月までの評論163篇。「二・二六事件と私」「ナルシシズム論」「日本への信条」「『道義的革命』の論理――磯部一等主計の遺稿について」「葉隠入門」「愛国心」「円谷二尉の自刃」「小説とは何か」ほか